# Apocalipse 16
Apocalipse 16 é o décimo-sexto capítulo do Livro do Apocalipse (também chamado de "Apocalipse de João") no Novo Testamento da Bíblia cristã. O livro todo é tradicionalmente atribuído a João de Patmos, uma figura geralmente identificada como sendo o apóstolo João.
Este capítulo apresenta a narrativa das sete taças.

## Texto
O texto original está escrito em grego koiné e contém 21 versículos. Alguns dos mais antigos manuscritos contendo porções deste capítulo são:
- Papiro 47 (século III, completo)
- Papiro 43 (século VI/VII, versículo 1-2)
- Codex Sinaiticus (330-360, completo)
- Codex Alexandrinus (400-440, completo)
- Codex Ephraemi Rescriptus (c. 450, versículos 1-12)

## Sete taças

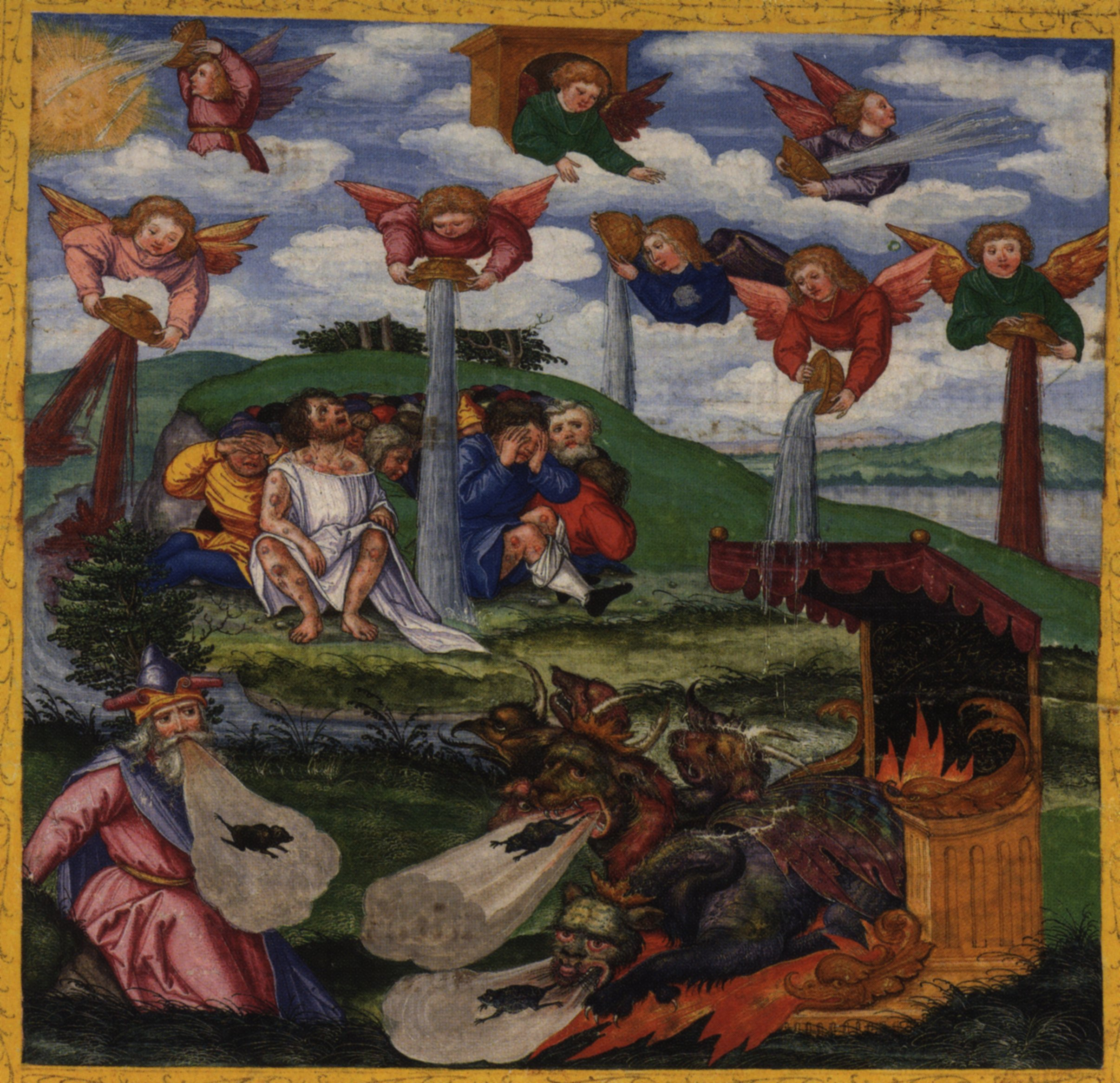
"As sete taças do Apocalipse"
Iluminura da Bíblia de Ottheinrich (1530-1532).

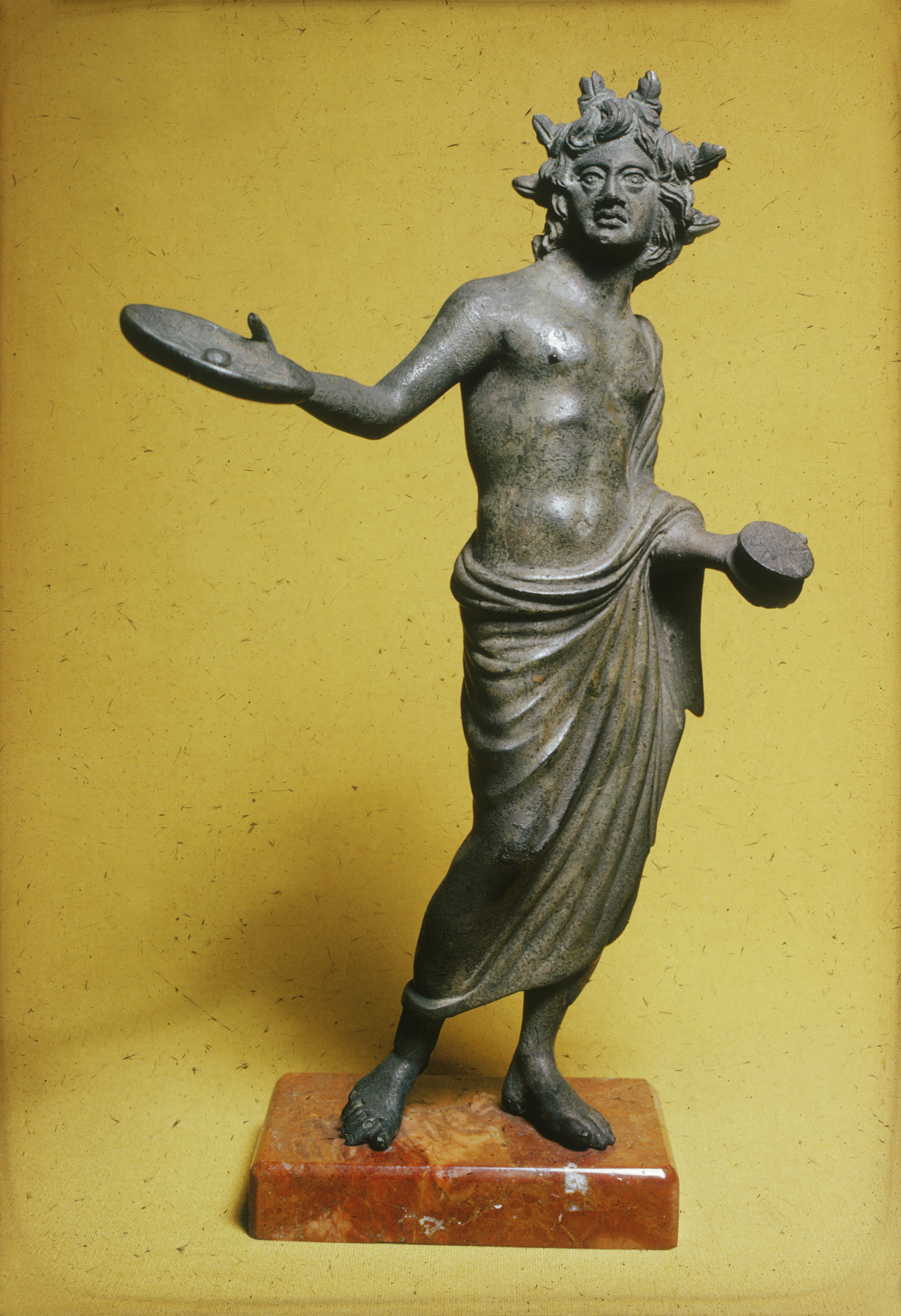
Estátua de um sacerdote etrusco segurando um phialē prestes a derramar uma libação; as pragas do Apocalipse são derramadas de vasilhames, chamados de "taças", similares a esta.

Sete taças (em grego:  φιάλας, phialē transliterado: "fialas") é uma série de pragas mencionadas em Apocalipse 16. As taças serão jorradas por sete anjos da ira de deus, cada taça consiste em um julgamento da ira de Deus. Essas sete taças são derramadas sobre os ímpios e os seguidores do Anticristo após o som das sete trombetas.

### Primeira taça
Quando a primeira taça foi derramada, chagas cruéis e malignas irromperam nos que tinham a Marca da Besta e nos que adoraram a imagem da besta (Apocalipse 16:1–2).

### Segunda taça
Quando a segunda taça foi derramada, os mares e os oceanos se transformaram em sangue como o dos mortos causando a morte de tudo que vivia no mar (Apocalipse 16:3).

### Terceira taça
Quando a terceira taça foi derramada, os rios e as fontes de água potável se transformaram em sangue. Os anjos começaram então a louvar o sagrado julgamento de Deus, que vingou o sangue derramado dos santos e profetas dando sangue de beber aos homens (Apocalipse 16:4–7).

### Quarta taça
Quando a quarta taça foi derramada, o sol queimou os homens na terra. Os maus continuaram sem se arrepender e blasfemaram contra Deus (Apocalipse 16:8–9).

### Quinta taça
Quando a quinta taça foi derramada, uma poderosa escuridão tomou o reino da besta. Os maus teimosamente continuaram a blasfemar e não quiseram se arrepender e louvar a Deus (Apocalipse 16:10–11).

### Sexta taça
Quando a sexta taça foi derramada, o grande rio Eufrates secou, o que permitiu que os reis do oriente pudessem atravessá-lo para se prepararem para a batalha. Três espíritos impuros parecidos com sapos apareceram saindo cada um da boca do dragão, da besta e do falso profeta. Estes espíritos demoníacos realizaram milagres para juntar as nações do mundo para lutar contra as forças do bem em Armagedom. Jesus anuncia que sua vinda será como a de um ladrão à noite, urgindo que seus fieis permaneçam alertas (Apocalipse 16:12–16).

### Sétima taça
Quando a sétima taça foi derramada, um terremoto global destruiu as cidades do mundo. Todas as montanhas e ilhas mudaram de lugar. Pedras com o peso de um talento caíram sobre a terra. As pragas foram tão severas que o ódio dos maus contra Deus se intensificou e eles continuaram a amaldicoá-lo. Uma voz no trono de Deus anunciou: "Está feito!" (Apocalipse 16:17–21).